# Tchawkowce
Tchawkowce, tchawkodyszne – największa grupa w typie stawonogów, jednostka systematyczna w różnych źródłach podnoszona do różnej rangi.
Podtyp tchawkowce (Tracheata) – jako synonimy funkcjonują nazwy i jednostki taksonomiczne: tchawkowce właściwe – Eutracheata, czułkowce – Antenata, wargowce – Labiata, jednogałęziowe – Uniramia. Różnice w poglądach systematycznych wynikają z nadawania poszczególnym cechom budowy różnego znaczenia w powiązaniu do cech innych stawonogów, na przykład akcentowania jednogałęzistych odnóży (Uniramia), występowania tchawek (Tracheata, Eutracheata), obecności czułków (Antenata). Różnice w ujęciach systematycznych wynikają także ze stanu wiedzy i poglądów na monofiletyczność lub polifiletyzm całego podtypu oraz poszczególnych gromad wśród tchawkowców.
Tchawkowce to stawonogi zbudowane z głowy i tułowia lub z głowy, tułowia i odwłoka; na głowie para czułków, żuwaczki, szczęki I i szczęki II pary zrośnięte w wargę dolną, oddychające tchawkami.

## Budowa
Podtyp Eutracheata obejmuje stawonogi typowo lądowe, z których tylko nieliczne przystosowały się do wtórnego życia w wodzie (niektóre nowsze badania wskazują na pierwotnie wodne przystosowania tej grupy). Oddychają za pomocą tchawek (systemu chitynowych rureczek, rozprowadzających tlen z powietrza do wszystkich tkanek). Formy małe mogą nie mieć tchawek – wymiana gazowa u nich odbywa się całą powierzchnią ciała. Nieliczne przeszły do życia w wodzie (głównie wód słodkich, śródlądowych) ale i u tych form narządami oddechowymi są tchawki lub skrzelotchawki (zmodyfikowane tchawki).
W związku z odciążeniem układu krwionośnego z funkcji oddechowych, układ ten u tchawkodysznych jest w znacznym stopniu uproszczony (w stosunku do stojących „niżej": pierścienic). Krew bezbarwnikowa, układ krwionośny otwarty.
Ciało tchawkodysznych składa się z tagm, mniej wyraźnie zaznaczonych u wijów, bardzo wyraźnie u owadów. Proces cefalizacji daleko posunięty.
Tchawkodyszne mają jedną parę czułków (antennae), których homologia w stosunku do skrzelodysznych (Branchiata) nie jest w pełni wyjaśniona.
Charakteryzują się segmentacją ciała, niektóre mają bardzo wyspecjalizowane odnóża.
Układ nerwowy dobrze wykształcony, większość tchawkowców ma bardzo dobry wzrok.
Jama ciała zawiera tzw. ciało tłuszczowe. Narządy wydalnicze to cewki Malpighiego.
Układ oddechowy oparty na tchawkach, które prócz tchawkowców występują jeszcze u pajęczaków i pazurnic. U larw występują skrzelotchawki.
Zwierzęta rozdzielnopłciowe o zapłodnieniu wewnętrznym. W czasie rozwoju pozazarodkowego przechodzą przeobrażenie. U niektórych rozwój prosty.

## Systematyka
Jako jeden z podtypów w typie stawonogi, obok podtypu trylobitowce, skorupiakokształtne, szczękoczułkowce i kikutnice. Badania Kukalovej-Peck, wskazujące na pierwotnie wielogałęzistość odnóży tchawkowców z jednej strony podważa sens wyróżniania Uniramia, z drugiej wskazuje na ścisłe powiązania filogenetyczne tchawkowców z trylobitowcami.
Podtyp Eutracheata dzielony bywa na 5 gromad (zakładany jest polifiletyzm wijów):
- Chilopoda
- Diplopoda
- Pauropoda
- Symphyla
- Insecta

W starszej literaturze wyróżnia się tylko dwie gromady:
- Myriapoda (czasem przez niektórych podnoszone do rangi podtypu)
- Insecta (czasem przez niektórych podnoszone do rangi podtypu)

Podstawa tego podziału jest liczba tagm budujących ciało. Wije maja dwie tagmy: głowę i tułów, owady - głowę, tułów i odwłok.
Podział taki jest krytykowany ze względu na fakt, iż wije (Myriapoda) uważane są za sztuczną, polifiletyczna grupę. Jednocześnie trudno ustalić pokrewieństwo między parecznikami (Chilopoda), dwuparcami (Diplopoda) i skąponogami (Pauropoda) i drobnonogami (Symphyla). Prowizorycznym rozwiązaniem było m.in. wyróżnienie dwóch podgromad: przodopłciowe (Progoneata z dwuparcami – Diplopora, skąponogami – Pauropoda i drobnonogami – Symphyla) i tyłopciowych (Opisthogoneata z parecznikami - Chilopoda).
Uważa się, że „Myriapioda” to co najmniej trzy linie rozwojowe: Chilopoda posiadające szczękonóża, Dignatha (o dwóch parach narządów gębowych – Diplopora i Pauropoda) i Trignatha (o trzech parach narządów gębowych (Symphyla oraz Insecta). Wobec różnorodnych wątpliwości dawnych „wijów” często nie rozpatruje się ich jako jednej gromady, ale jako 4 samodzielne gromady o bliżej nie wyjaśnionym pokrewieństwie filogenetycznym.